# Kirstie Allsopp

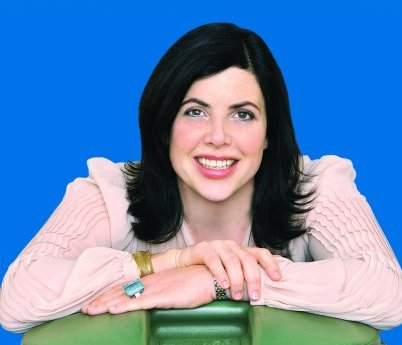
Kirstie Allsopp i ett porträtt

Kirstie Mary Allsopp född 31 augusti 1971  är en brittisk programledare. Hon är mest känd för sina programledarroller tillsammans med Phil Spencer då de tillsammans har lett heminredningsprogrammen Location, Location, Location, Relocation, Relocation och Location Revisited, alla sända på Channel 4.
Hon har också presenterat The Property Chain, Kirstie's Homemade Home, Kirstie's Handmade Britain och Kirstie's Best of Both Worlds på Channel 4.